# Коцудза-Третя
Коцудза-Третя (пол. Kocudza Trzecia) — село в Польщі, у гміні Дзволя Янівського повіту Люблінського воєводства.
Населення — 738 осіб (2011).
У 1975-1998 роках село належало до Тарнобжезького воєводства.

## Демографія
Демографічна структура станом на 31 березня 2011 року:
|          | Загалом | Допрацездатний вік | Працездатний вік | Постпрацездатний вік |
| -------- | ------- | ------------------ | ---------------- | -------------------- |
| Чоловіки | 380     | 75                 | 253              | 52                   |
| Жінки    | 358     | 76                 | 188              | 94                   |
| Разом    | 738     | 151                | 441              | 146                  |